# Tommy Robinson
Tommy Robinson, geboren als Stephen Christopher Yaxley-Lennon (Luton, 27 november 1982) is een Brits politiek activist en een adviseur van UKIP. Hij is medeoprichter en voormalig leider van de English Defence League (EDL). Robinson brak met de EDL in oktober 2013. In 2018 werd Tommy Robinson veroordeeld tot 13 maanden gevangenisstraf wegens het overtreden van een publicatieverbod, dit leidde tot grootschalige protestacties. Robinson werd in eerste instantie op 1 augustus 2018 vrijgelaten. De rechter oordeelde dat het proces niet rechtmatig was verlopen en opnieuw moest. Begin juli 2019 werd hij echter opnieuw schuldig bevonden en veroordeeld tot een straf van 9 maanden. Na aftrek van voorarrest werd hij 13 september 2019 vrijgelaten.

## Levensloop
Robinson werd geboren als Stephen Christopher Yaxley in Luton. In een interview op BBC Radio Five live in 2010 zei hij dat zijn ouders Ierse immigranten waren. Zijn moeder die werkte in een bakkerij, hertrouwde toen Robinson nog jong was; zijn stiefvader, Thomas Lennon, wiens achternaam hij aannam, werkte in de lokale autofabriek. Robinson is getrouwd en is de vader van drie kinderen.
Na de middelbare school solliciteerde Robinson naar een leerlingschap met daaraan gekoppeld een studie luchtvaarttechniek op de luchthaven van Luton: "Ik kreeg een plek waar zeshonderd mensen op gesolliciteerd hadden en waarvan ze er vier aannamen". Hij behaalde zijn diploma in 2003 na een studie van vijf jaar, maar moest zijn carrière opgeven nadat hij was veroordeeld na een vechtpartij met een politieman in burger. Hij had nu een strafblad en na de veiligheidsmaatregelen als gevolg van de aanslagen op 11 september 2001 kon hij niet meer op de luchthaven werken.
Robinson sloot zich aan bij de British National Party in 2004, maar verliet de partij na een jaar. In een interview op de BBC in juni 2013 zei hij hierover: "Ik wist niet dat niet-blanken geen lid konden worden. Ik was lid geworden, zag wat het was, het was niets voor mij".

### English Defence League

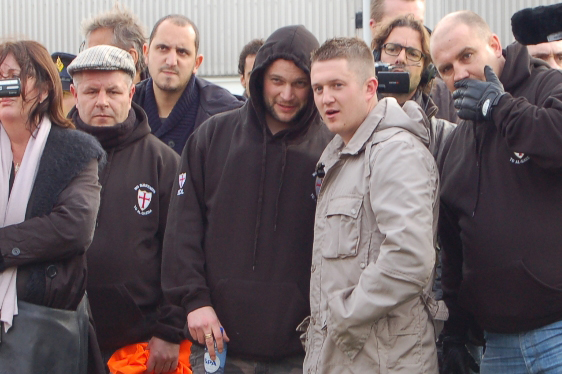
Robinson met European Defence League-demonstranten in Amsterdam in 2010

Robinson was betrokken bij een groep genaamd United Peoples of Luton, die gevormd werd als reactie op een protestmars in 2009. De protestmars was gericht tegen Engelse troepen die terugkwamen van de oorlog in Afghanistan. De protestmars tegen de Britse soldaten was georganiseerd door de islamistische groepen Al-Muhajiroun en Ahlis Sunnah wal Jamaah. In augustus 2009, werd hij de leider van de nieuw opgerichte English Defence League met zijn neef, Kevin Carroll, als tweede man. Robinson richtte vervolgens ook de European Defence League op, een coördinatieorgaan van gelijksoortige groeperingen als de EDL in andere Europese landen.

#### Arrestaties
Tijdens zijn voorzitterschap van de EDL is Robinson naar eigen zeggen regelmatig bedreigd door tegenstanders. Robinson zelf was ook enige malen betrokken bij vechtpartijen en werd hiervoor gearresteerd. Hij was in augustus 2010 betrokken bij een gevecht tussen voetbalsupporters van Luton Town en Newport County. Robinson was een van de leiders van de groep Lutonfans. Hij werd in 2011 veroordeeld voor "bedreiging en belediging" en kreeg een taakstraf en een stadionverbod van drie jaar.
In april 2011 werd Robinson beschuldigd van het aanvallen van een man tijdens een EDL-demonstratie in Lancashire. Robinson werd opnieuw gearresteerd tijdens een EDL-demonstratie in Londen in de wijk Tower Hamlets in september 2011 voor het overtreden van de voorwaarden voor de borgtocht van de eerder genoemde arrestatie. Robinson begon een hongerstaking en zei dat hij een politiek gevangene was en hij weigerde het eten van wat hij dacht wat halal vlees was. Een aantal EDL-supporters protesteerde voor de gevangenis tijdens zijn hechtenis. Eind september werd hij vrijgelaten maar later weer gearresteerd voor het geven van een kopstoot aan een mede-EDL-lid. Hiervoor kreeg hij 12 weken gevangenisstraf. Robinson verklaarde later dat de aanval gebeurde vanwege een confrontatie met een neonazi die zich bij de EDL had aangesloten.
In november 2011 organiseerde Robinson een protest op het dak van het hoofdkantoor van de FIFA in Zürich tegen de regel dat het nationale team van Engeland het herdenkingssymbool in de vorm van een klaproos (Remembrance poppy) niet op het shirt mocht dragen. Hiervoor kreeg hij een boete van £3,000 en zat hij drie dagen in de gevangenis.
In oktober 2012 werd Robinson gearresteerd vanwege het proberen de VS binnen te reizen op het paspoort van een vriend. Hiervoor kreeg hij 10 maanden gevangenisstraf. Na zijn vrijlating vertelde Robinson aan de BBC dat hij met afschuw constateerde dat onder de leden van de EDL nu veel racisten en neonazi's waren.

#### Weg bij de EDL
In april 2012 nam Robinson deel aan een reeks televisieprogramma's van de BBC, The Big Questions, waarin rechts extremisme werd belicht. Mo Ansar, een Britse politiek commentator van Pakistaanse komaf, nam deel aan hetzelfde programma en nodigde hem uit voor een etentje samen met zijn familie. Dit resulteerde in een reeks van ontmoetingen met discussies over de islam, gevolgd door de BBC. Dit leidde uiteindelijk tot de documentaire When Tommy met Mo. Robinson en Ansar bezochten de denktank Quilliam waarbij Robinson getuige was van een debat tussen Quilliams voorzitter, Maajid Nawaz, en Ansar over mensenrechten.
Op 8 oktober 2013 hield Quilliam een persconferentie samen met Robinson en EDL's tweede man Kevin Carroll om aan te kondigen dat beiden de EDL hadden verlaten. Robinson zei dat hij reeds langer had overwogen de EDL te verlaten vanwege zijn zorgen over rechts extremisme in de beweging. Robinson verklaarde dat zijn doel nog steeds was het tegengaan van de islam als ideologie, maar met democratische middelen, niet met geweld.

### Gevangenisstraf voor hypotheekfraude
In november 2012 stond Robinson terecht voor fraude in verband met een hypotheekaanvraag. Hij bekende gedeeltelijk schuld en werd tot een gevangenisstraf van 18 maanden veroordeeld. Robinson werd in de gevangenis diverse malen aangevallen door medegevangenen van islamitische komaf. In reactie op dit nieuws schreef Maajid Nawaz een verzoek aan minister van Justitie Chris Grayling om de situatie van Tommy Robinson in de gevangenis met spoed te verbeteren. Na dit incident werd Robinson verplaatst naar een andere gevangenis. 
In juni 2014 kwam Robinson voorwaardelijk vrij. De voorwaarden hielden geen verband met hypotheekfraude, maar bestonden eruit dat hij geen contact zou hebben met de EDL tot het einde van zijn oorspronkelijke straf, juni 2015. In oktober 2014 zou hij een lezing houden in Oxford, maar werd teruggebracht naar de gevangenis omdat hij de voorwaarden van zijn vrijlating zou hebben geschonden. Een maand later werd hij weer vrijgelaten. De aanklacht voor hypotheekfraude werd door islamcritici gezien als een voorwendsel met als uiteindelijk doel Tommy Robinson het zwijgen op te leggen.

### Activiteiten als journalist na zijn vrijlating

#### 2014–2017
Robinson sprak uiteindelijk op 26 november 2014 voor de Oxford Union. Hij bekritiseerde politici, media en de politie erom dat zij bepaalde zaken niet willen aanpakken uit angst islamofoob genoemd te worden. Hij beweerde dat de Woodhill-gevangenis, de eerste waar hij in zat tijdens zijn straf voor hypotheekfraude, een ISIS-trainingskamp was geworden en dat radicalen in de cellen regeerden.
Later raakte hij betrokken bij de anti-islamdemonstraties van PEGIDA, en hij kondigde in december 2015 de oprichting van een Britse afdeling aan. Toen hij aanwezig was bij een PEGIDA-demonstratie in Utrecht in 2015, verklaarde Robinson dat de Europese cultuur in gevaar is gebracht door “onechte vluchtelingen die geen intentie hebben om zich aan te passen”. Hij zei: “Er is een reden dat de Britse staat angst voor mij heeft. Het is omdat ik mensen kan samenbrengen en we beginnen aan een nieuwe periode waarbij we ons verenigingen tegen de islamisering van onze naties”.
In 2016 bezocht Robinson het Europees kampioenschap voetbal waarbij hij een shirt droeg dat ISIS belachelijk maakte. De Engelse politie verbood hem vervolgens voetbalwedstrijden te bezoeken. Zijn advocaat beschuldigde de politie van een campagne van pesterijen en zei dat juist de politie zelf hiermee alle moslims gelijkgesteld had met ISIS. In september veegde een rechter de aanklacht van tafel waarbij hij het bewijs vaag en gefabriceerd noemde.
In februari 2017 werd Robinson correspondent voor The Rebel Media, een Canadese rechtse website met nieuws en politiek commentaar. In mei 2017, werd hij gearresteerd voor minachting van het hof nadat hij geprobeerd had verdachten te filmen die het gebouw van de rechtszaal binnengingen. In Engeland speelt al langer een aantal zedenzaken, waarbij met name moslimmannen van Pakistaanse komaf Britse minderjarige meisjes hebben verkracht en tot prostitutie gedwongen. Hierbij is vaak de beschuldiging geuit dat de politie niet durfde op te treden uit angst om mogelijk als racistisch gezien te worden. Robinson werd veroordeeld en kreeg een voorwaardelijke straf. Volgens de rechter in de zaak ging het hier niet om vrijheid van meningsuiting of politieke correctheid, maar om de verzekering dat de rechtszaak correct en eerlijk uitgevoerd kan worden, zonder dat de jury door de media beïnvloed wordt.

#### Arrestatie in 2018 en publicatieverbod over deze arrestatie

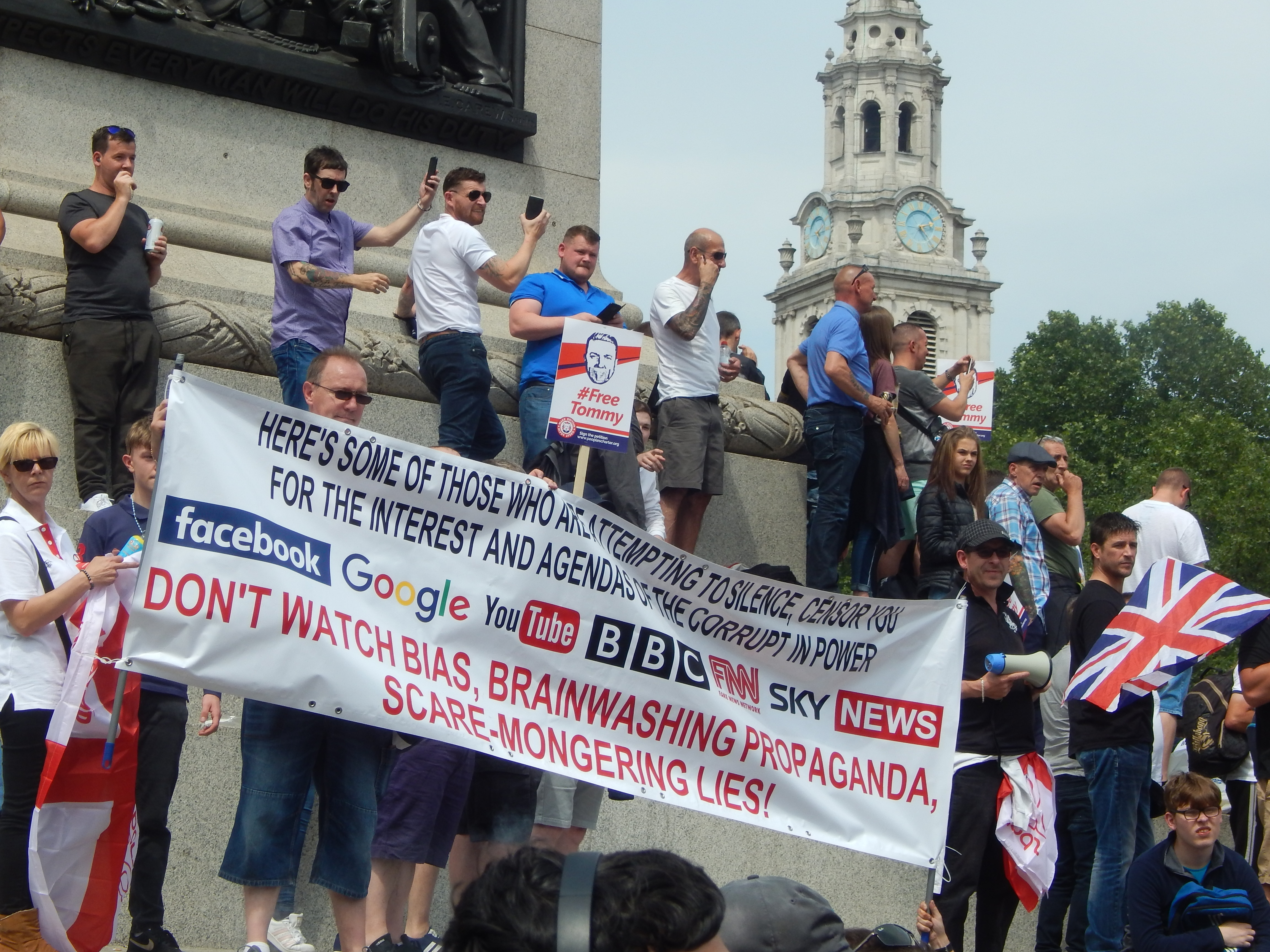
9 juni 2018, Trafalgar Square, Londen: protest voor de vrijlating van Tommy Robinson

Op 25 mei 2018 werd hij gearresteerd voor 'ordeverstoring' terwijl hij rechtstreeks verslag deed nabij een rechtbank in Leeds. Ook deze rechtszaak ging over een zedenzaak waarbij Pakistaanse bendes minderjarige meisjes tot prostitutie dwongen. Robinson kreeg een gevangenisstraf van 13 maanden opgelegd, waarvan tien voor minachting van het hof, en drie vanwege het overtreden van de voorwaarden van zijn eerdere veroordeling. Dit alles gebeurde in een tijdsbestek van enkele uren. Robinson had daarbij niet de gelegenheid zijn normale advocaat te raadplegen maar werd vertegenwoordigd door een pro-Deoadvocaat. Bovendien werd een mediaverbod ingesteld omtrent zijn arrestatie.
Deze gebeurtenissen leidden tot een golf van verontwaardiging in de sociale media, tot protestacties voor Downing Street, de ambtswoning van de Britse premier, en tot kritiek van politieke partijen in Engeland, Nederland en Duitsland. Veel aanhangers van Robinson kregen een ban op Facebook nadat ze waren opgekomen voor de activist. In Nederland werden er schriftelijke vragen gesteld door de PVV aan de Nederlandse minister van Buitenlandse Zaken. Petr Bystron van de AfD opperde om Robinson politiek asiel in Duitsland aan te bieden. De leider van UKIP, Gerard Batten, sprak zijn zorg uit over de juridische procedure en het publicatieverbod. Het mediaverbod werd op 29 mei door de rechter opgeheven. Op 9 juni vond er een demonstratie voor zijn vrijlating plaats in Londen, waarbij naast 20.000 betogers ook Geert Wilders en Filip Dewinter aanwezig waren. Op 14 juli 2018 vonden er opnieuw demonstraties voor zijn vrijlating plaats, o.a. in Den Haag en Londen.
Tommy Robinson ging in beroep tegen zijn straf en werd op 1 augustus 2018 op borgtocht vrijgelaten. Een rechter bepaalde dat het proces op 25 mei niet correct is verlopen. De eerste veroordeling was hiermee ongeldig verklaard, maar Robinson moest zich opnieuw verantwoorden voor de rechter. Op 4 juli 2019 kwam zijn zaak opnieuw voor. Op 5 juli werd hij opnieuw schuldig bevonden. De hoogte van zijn straf werd op 11 juli bepaald. Robinson werd veroordeeld tot 9 maanden gevangenisstraf, maar omdat hij in 2018 al voor hetzelfde delict heeft vastgezeten, bleven er met aftrek van zijn voorarrest nog 9 weken celstraf over. Op 13 september 2019 werd hij vrijgelaten.
In januari 2020 kreeg Tommy Robinson de Sappho-prijs, een prijs voor een journalist die uitstekend werk combineert met moed en de weigering compromissen te sluiten.

### Rellen in het Verenigd Koninkrijk in 2024
Tijdens een tijdelijk verblijf van Robinson in Cyprus in juli 2024 werd hij beschuldigd van het verspreiden van valse informatie over de dader van meerdere mesaanvallen op kinderen in Southport. Valse beweringen, dat de aanvaller een moslim-asielzoeker zou geweest zijn, leidden tot grootschalige demonstraties in het VK, waarvan een aantal uitliepen op rellen. Relschoppers in Southport riepen Robinsons naam en "Who the fuck is Allah?" Openbare aanklagers in het VK zijn een onderzoek gestart naar Robinson voor zijn vermeend aandeel in het aansteken van de rellen.
Of de betogers van de grootschalige rellen extreem rechtse groeperingen zijn, of slechts bezorgde Britse burgers moet nog blijken. 
Op 28 juli 2024 werd Robinson gearresteerd door de politie van Kent in de Kanaaltunnel in Folkestone op grond van de Terrorism Act 2000, "wegens frustratie van een schema 7-onderzoek" onmiddellijk na zijn 'Unite the Kingdom'-protest op Trafalgar Square. Hij werd op borgtocht vrijgelaten. Bij het protest op Trafalgar Square zou hij een film hebben vertoond, ondanks een bevel van het Hooggerechtshof. Vooruitlopend op een hoorzitting, gepland voor 28 oktober 2024 in Woolwich Crown Court, werd Robinson in hechtenis gehouden nadat hij zichzelf op 25 oktober had aangegeven bij het politiebureau van Folkestone.
Op 28 oktober 2024 werd Robinson door een Londense rechtbank veroordeeld tot 18 maanden cel voor het schenden van een gerechtelijk bevel.

## Politieke activiteiten

### UKIP
In november 2018 trok UKIP-leider Gerard Batten Robinson aan als adviseur. Robinson kan officieel geen lid worden van UKIP vanwege zijn eerdere lidmaatschap van de British National Party in 2004. Enkele prominente leden van UKIP, onder wie Nigel Farage verlieten de partij vervolgens vanwege de scherpere anti-islamkoers.

### Europese verkiezingen van 2019
Op 25 april 2019 kondigde Robinson aan dat hij zich als onafhankelijke kandidaat stelde voor de Europese verkiezingen van 2019. Hij kreeg onder meer steun van Anne Marie Waters van de Party For Britain. Gedurende de campagne kwam het regelmatig tot ongeregeldheden bij confrontaties met tegenstanders. Robinson slaagde er uiteindelijk in om 2,2% van de stemmen te veroveren. De Brexit Partij van Nigel Farage was de grootste in zijn kiesdistrict. Hij beoordeelde het resultaat als teleurstellend en weet dit aan het feit dat hij van veel sociale media verbannen is.

## Publicaties
- Tommy Robinson Enemy of the State, The Press News Ltd, 2015, ISBN 978-0957096493
- Mohammed's Koran: Why Muslims Kill for Islam (met Peter McLoughlin), CreateSpace Independent Publishing Platform, 2017, ISBN 978-0995584907